# 세륜중학교
세륜중학교(世輪中學校)는 대한민국 서울특별시 송파구 오금동에 있는 공립 중학교이다.

## 학교 연혁
- 1991년 10월 30일 : 세륜중학교 12학급 설립인가(연평 3,326,05m2)
- 1992년 3월 1일 : 나섬렬 초대 교장 취임
- 1992년 3월 3일 : 제1회 입학식(12학급 남 315명, 여 280명 계 595명)
- 1992년 4월 22일 : 개교식
- 1995년 2월 14일 : 제1회 졸업식(졸업생 남 305명, 여 272명 계 577명)
- 2014년 3월 1일 : 자유학기제 연계 진로탐색 교육과정 연구학교
- 2019년 1월 7일 : 제25회 졸업식 (176명, 연인원 9,314명)
- 2023년 1월 4일 : 제29회 졸업식(156명)
- 2023년 3월 1일 : 이대해 제12대 교장 취임
- 2023년 3월 2일 : 입학식(119명)

## 참고 자료
- 세륜중학교 - 한국교육학술정보원 학교알리미